# Nissin Foods
Nissin Food Products Co., Ltd. — японская продовольственная компания, которая специализируется на производстве и продаже полуфабрикатов и лапши быстрого приготовления.

## История
Компания была основана в Японии 1 сентября 1948 года тайваньским иммигрантом Го Пек-Хоком, японское имя Момофуку Андо (создателем лапши быстрого приготовления в 1958 году), как Chuko Sosha. Десять лет спустя компания представила первый продукт из лапши быстрого приготовления — Chikin Ramen (Chicken Ramen). Вскоре после этого название компании было изменено на Nissin Food Products Co., Ltd. (яп. 日清食品株式会社). В 1970 году компания основала американское подразделение Nissin Foods и, начиная с 1972 года, продавала лапшу быстрого приготовления под названием Top Ramen. Лапша быстрого приготовления (1958) и бренд Cup Noodles (1971) были изобретены Момофуку Андо. Штаб-квартира Nissin Foods находится в Йодогава-ку, Осака.
В мае 2011 года компания Nissin объявила о создании капитала и делового альянса с производителем кондитерских изделий Frente Co., Ltd. В сентябре 2011 года в Иокогаме, Япония, открывается музей Cup Noodles, в котором представлен весь спектр видения основателя компании Момофуку Андо.
В 2016 году мировые продажи лапши Cup Noodles достигли 40 миллиардов порций; 70 % от общего объема продаж было накоплено за пределами Японии.